# (2560) Siegma
(2560) Siegma (1932 CW) – planetoida z pasa głównego asteroid okrążająca Słońce w ciągu 4,56 lat w średniej odległości 2,75 j.a. Odkryta 14 lutego 1932 roku.